# جو دانيلز
جو دانيلز (بالإنجليزية: Joe Daniels)‏ هو طبال أمريكي، ولد في 4 أغسطس 1970.

## وصلات خارجية
- جو دانيلز على موقع ميوزك برينز (الإنجليزية)
- جو دانيلز على موقع ديسكوغز (الإنجليزية)